# 청옌치우

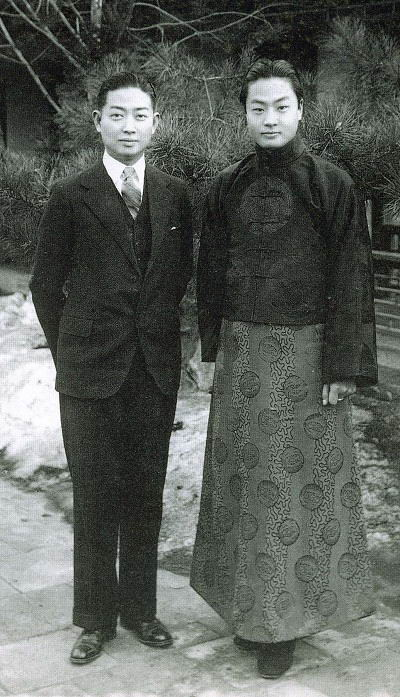

청옌치우(중국어 간체자: 程砚秋, 정체자: 程硯秋, 병음: Chéng Yànqiū, 한자음: 정연추, 1904년 1월 1일 ~ 1958년 3월 9일)은 중국의 만주 정황기(正黃旗) 출신의 경극 배우이다. 원래는 정염추(程艶秋)라고 했다. 상샤오윈, 메이란팡, 쉰후이성과 함께 경극을 융성케 한 '4대 명단(四大名旦)' 중 한 사람이다.

## 생애
왕야오칭(王瑤卿)의 문하생이 되어 그 용모와 우아한 품위로 순식간에 인기를 획득했다. 목청은 선천적으로 좋지 못했으나 그것을 교묘하게 활용하여 창법에서 정파(程派)라는 일파를 창시했다. 예풍(藝風)은 애절하고 유원하다는 평이 적절하며 비극성의 표현에 뛰어난 기예를 보였다. 중화민국 21년, 1년여에 걸친 유럽에서의 연극 수업에서 귀국 후에는 신작(新作)과 새 연출에 의욕을 보였다.

## 같이 보기
- 메이란팡
- 상샤오윈
- 쉰후이성